# 渡辺哲
渡辺 哲（わたなべ てつ、1950年3月11日 - ）は、日本の俳優、声優。本名非公表。愛知県常滑市出身。株式会社アウルム所属。

## 来歴・人物
愛知県立半田高等学校卒業。東京工業大学工学部化学工学科中退。大学在学中は柔道部に所属。同じ下宿にいた舞台芸術学院の学生に誘われてシェイクスピア劇の劇団に参加、1975年に劇団シェイクスピア・シアターを旗揚げする。メンバーには佐野史郎や田代隆秀（現劇団四季）がいた。当初は制作志望だったが主宰者に俳優としても参加するように言われ、同年から始まった全38作品の連続公演中37作品に参加。裏方として経理を担当していて抜けるに抜けられない状態だったということもあったが、この時、3本ほど主役をやったことで芝居をすることが楽しいと思うようになり、1985年、黒澤明監督の『乱』で映画デビュー。俳優として生きていくことを決意したが、それだけでは食べていけず、アルバイトと掛け持ちしていた。1991年、オーディションでたまたま合格したオーストラリアの映画『アンボンで何が裁かれたか』への出演がきっかけでドラマや映画の出演が次々と決まり、40歳でアルバイトを辞め、俳優に専念することになる。
2015年4月1日、今井事務所のHPにて、福士誠治・沢井正棋と共に株式会社アウルムへの移籍が発表された。2015年3月31日までは今井事務所に所属していた。
プロレスラーのアントーニオ本多、俳優の本多英一郎は息子（双子）である。
特技は英会話と乗馬。柔道は2段。

## エピソード
- 強面で剛健な顔立ちをしており[3]、90年代にはVシネマにヤクザ役や殺し屋の役で多く出演した[6]。その後も叩き上げの刑事役や頑固オヤジ役などが十八番となっている[6]。一方、コメディ、お笑い、ラブストーリーなどのテレビドラマにも多く出演しており、スタジオジブリの劇場用映画への声優としての出演、バラエティ番組への出演もある。
- 劇団わらび座に同姓同名の俳優がいるが、別人である。
- 2013年8月17日に開催されたDDTプロレスリングの両国国技館大会にて、「哲元帥」なるキャラクターで息子のアントーニオ本多と共演した（対戦相手には、渡辺と同じポジションとして坂口憲二がいた）[9]。
- 大の猫好きであり、自宅では19歳になる猫を飼っている（2022年時点）。その縁で猫専門番組「ねこ自慢」（2022年6月8日放送分）にゲスト出演した。

## 出演

### テレビドラマ
- 大河ドラマ（NHK総合）
  - 徳川家康（1983年） - 一向宗の僧
  - 太平記（1991年） - 赤松則村
  - 炎立つ（1993年） - 関守
  - 毛利元就（1997年） - 大島左近允
  - 功名が辻（2006年） - 奥宮弥兵衛
  - 平清盛（2012年） - 藤原家保
  - おんな城主 直虎（2017年） - 大久保忠世
  - 青天を衝け（2021年） - 角兵衛
- 真田太平記（1985年4月 - 1986年3月、NHK総合） - 奥平貞治
- 武蔵坊弁慶（1986年4月 - 12月、NHK総合） - 土佐坊昌俊
- あきれた刑事 第21話「保険金デート」（1988年、日本テレビ） - 不二見建設現場監督
- ハロー!グッバイ（1989年、日本テレビ）
- 勝手にしやがれヘイ!ブラザー（1990年、日本テレビ）
- スクールウォーズ2（1990年、TBS）
- 世にも奇妙な物語（フジテレビ）
  - 「絶対イヤ!」（1990年10月4日）
  - 「神様」（1991年12月19日）
- ふぞろいの林檎たち（1991年、TBS） - 荒井課長
- 不思議サスペンス「サボテンの花」（1991年、フジテレビ）
- 腕におぼえあり 第2話「逃げる浪人」（1992年4月17日、NHK総合） - 古沢武左衛門
- 俺たちルーキーコップ（1992年、TBS） - 等々力 保夫（中浜署警ら課課長）
- 豆腐屋直次郎の裏の顔 第4話「ダーリンを待つ人質の美人妻」（1992年7月28日、朝日放送 / アズバーズ） - 吉浦
- 金曜エンタテイメント→金曜プレステージ（フジテレビ）
  - 鍵師1（1993年） - 大塚会長
  - 京都祇園入り婿刑事事件簿2（1997年） - 達川刑事
  - 着物デザイナー 黛涼子の推理紀行2（2001年） - 立石刑事
  - 浅見光彦シリーズ38（2010年）
  - いじわるばあさん3（2011年） - 不動産屋幹部
  - 女検視官・江夏冬子2（2013年） - 白石太郎
- 八丁堀捕物ばなし（1993年、フジテレビ） - 小室玄蔵
- 松本清張一周忌特別企画・或る『小倉日記』伝（1993年、TBS）
- 十時半睡事件帖 第5話「妖しい月」（1994年、NHK総合） - 上村武右衛門
- この愛に生きて（1994年、フジテレビ） - 紅谷輝生
- 土曜ワイド劇場（テレビ朝日）
  - 新・赤かぶ検事奮戦記（1994年 - ） - 榊田警部補
  - ダイエット三姉妹の旅情事件簿1（1997年1月18日） - 中西忠
  - 温泉若おかみの殺人推理7（1998年3月14日） - 日下部刑事
  - ラーメン刑事「龍」の殺人推理2（2001年11月17日） - 鳥井次郎
  - おとり捜査官・北見志穂8」（2004年12月4日） - 加藤刑事
  - タクシードライバーの推理日誌 - 小出刑事
    - タクシードライバーの推理日誌19（2004年10月30日）
    - タクシードライバーの推理日誌20（2005年4月9日）

  - 鉄道捜査官6（2005年10月1日） - 片山要一郎
  - 東京駅お忘れ物預り所4（2010年7月3日） - 栗本誠二
  - 天才刑事・野呂盆六6（2011年9月17日） - 石庫源三
  - 逆転報道の女（2012年2月18日） - 坂口銀三郎
  - ヤメ検の女3（2012年7月21日） - 西岩徹
- 江戸の用心棒（1994年、日本テレビ） - 大木勘兵衛
- 火曜サスペンス劇場（日本テレビ）
  - 取調室（1994年 - 2003年） - 荒巻行雄
  - 地方記者・立花陽介11（1998年） - 相原
  - だます女だまされる女（2001年 - 2006年） - 中川嘉男
  - 松本清張スペシャル 鬼畜（2002年） - 山下巡査
- 清水次郎長物語（1995年、CX） - 保下田の久六
- 御家人斬九郎 第1シリーズ 第3話「姉の宿下り」（1995年、フジテレビ） - 丑寅
- 12時間ワイド時代劇 豊臣秀吉 天下を獲る!（1995年、テレビ東京） - 斎藤道三（斎藤利政）
- 月曜ドラマスペシャル→月曜ミステリー劇場→月曜ゴールデン→月曜名作劇場（TBS）
  - 金田一耕助の傑作推理「悪魔の花嫁」（1995年9月4日） - 故買屋
  - バスガイド愛子4「会津磐梯山は恋の山」（1997年5月19日） - 江原鉄三
  - リストラ刑事（1999年2月1日） - 中井刑事
  - 探偵 左文字進1「封印された殺人」（1999年11月15日） - 飲み屋のオヤジ
  - 浅見光彦シリーズ15「志摩半島殺人事件」（2001年3月19日） - 袴田啓二郎
  - 監察医・薮野善次郎10（2003年6月23日） - 塩崎刑事
  - 恋する京女将 音姫千尋の事件簿 - 円山肇
  - 恋する京女将 音姫千尋の事件簿1（2003年11月24日）
  - 恋する京女将 音姫千尋の事件簿2（2004年11月22日）
  - 湯の町コンサルタント3「びわ湖真珠殺人事件」（2004年8月23日） - 豊嶋秀夫
  - 森村誠一サスペンス7「時」（2008年9月15日） - 片山直
  - 遺品整理人 谷崎藍子5「遺体なき殺人」（2015年7月27日） - 室田邦夫
  - 税務調査官・窓際太郎の事件簿30（2016年4月11日） - 殿山一郎
  - 犯罪資料館 緋色冴子シリーズ2（2017年7月10日） - 渡辺周作
- 風の刑事・東京発!（1995年10月18日 - 1996年3月20日、テレビ朝日） - 菅原和夫
- 名奉行 遠山の金さん（1995年、テレビ朝日） - 勝沼玄蕃
- 大岡越前 第14部 第12話 「偽証に悩む男の良心」（1996年、TBS） - 瀬尾鉄太郎
- 忠臣蔵（1996年、フジテレビ） - 不破正種
- 12時間ワイド時代劇 炎の奉行 大岡越前守（1997年、テレビ東京） - 山内伊賀亮
- 理想の上司 第1話（1997年、TBS）- 原田公次郎  [10]
- 鬼平犯科帳 第7シリーズ 第4話（1997年、フジテレビ） - 霞の定五郎
- サイコメトラーEIJI（1997年、日本テレビ）
- オマタかおる（1997年、テレビ朝日） - 香の父
- 深夜特急'97 西へ!ユーラシア編（1997年、テレビ朝日）
- PU-PU-PU-（TBS） - 作業員
  - 第3話「期待されない息子」（1998年10月23日）
  - 第4話「秘密の援助交際」（1998年10月30日）
- 殴る女（フジテレビ） - 芳村良夫
  - 3rd ROUND「スカートをはいたセコンド」（1998年10月27日）
  - 4th ROUND「消えた婚約指輪」（1998年11月3日）
- 水戸黄門（TBS）
  - 第27部 第6話「瞼の母がついた嘘 -天童-」（1999年4月26日） - 上島団五郎
  - 第30部 第2話「やんちゃ坊主が仲間入り -足利-」（2002年1月14日） - 川田十四郎
  - 第40部 第13話「男を変えた女の純情 -出雲崎-」（2009年11月2日） - 潮屋増五郎
  - 第42部 第17話「さらわれた黄門さま -琴平-」（2011年2月14日） - 伝蔵
- 京都始末屋事件ファイル（1999年7月1日 - 9月16日、テレビ朝日） - 宮越源蔵
- リング〜最終章〜（1999年、フジテレビ） - 柏田健二刑事
- チープラブ（TBS）
  - 6話「裏切りの決断」（1999年11月19日）
  - 7話「運命の赤い糸」（1999年11月26日）
  - 9話「ラスト・ラブ」（1999年12月10日」
  - 10話「永遠の・・・」（1999年12月17日）
- 剣客商売（フジテレビ）
  - 第2シリーズ 第1話「辻斬り」（1999年12月8日） - 市口孫七郎
  - スペシャルドラマ「母と娘と」（2005年1月11日） - 樺島長兵衛
  - スペシャルドラマ「道場破り」（2010年2月5日） - 小松喜左衛門
- 連続テレビ小説（NHK総合）
  - 私の青空（2000年） - バズーカ利根川
  - つばさ（2009年） - 川原敏郎
  - まれ（2015年） - 遠藤忠雄
- 火消し屋小町（2000年、フジテレビ）
- 永遠の仔（2000年、日本テレビ） - 岸川育雄
- 池袋ウエストゲートパーク（2000年、TBS） - 安藤テツ
- ストレートニュース（2000年、日本テレビ） - 坂東本部長
- トリック（2000年、テレビ朝日） - 渡辺哲（本人役）
- 12時間ワイド時代劇 次郎長三国志（2000年、テレビ東京） - 保下田の久六
- 嫁はミツボシ。（2001年、TBS） - 原社長
- 凍える牙（2001年、NHK） - 脇田課長
- ルーキー! 第2話（2001年、関西テレビ・フジテレビ） - 岡村議員
- ピッキングトリオの事件簿（2001年、フジテレビ） - 吉村敏夫
- 3年B組金八先生 第6シリーズ 第18話 「直と正則（1）」（2002年2月21日、TBS） - 週刊ジャーナル 木元デスク
- 怪談百物語（2002年、フジテレビ） - 忠吉
- 川、いつか海へ 6つの愛の物語（2003年、NHK） - 江原刑事
- ゆうれい、貸します〜お染・恋の七変化〜 第1回「忘れられた絆」（2003年6月6日、NHK総合） - 男衆の頭
- 幸福の王子（2003年7月2日 - 9月10日、日本テレビ） - 安元道男
- 女と愛とミステリー→水曜ミステリー9（テレビ東京）
  - 幻の推理作家〜能登殺人行（2003年） - 花崎貴人
  - 信濃のコロンボ事件ファイル5（2004年） - 佐々木刑事
  - 湯けむりドクター華岡万里子の温泉事件簿（2005年 - ） - 犬丸剛警部補
  - さすらい署長 風間昭平5（2006年） - 笠松享副署長
  - 捜査検事・近松茂道8（2008年） - 山際五郎警部
  - シロクマ園長 命の事件簿2（2008年） - 根本草夫
- 真実一路（2003年、東海テレビ・フジテレビ） - 熊谷
- 夜桜お染 第2話「金の仏像」（2003年10月21日、フジテレビ） - 関守
- 相棒（テレビ朝日）
  - season2 第3話「殺人晩餐会」（2003年10月29日） - 大曲幸吉
  - season3 第8話「誘拐協奏曲」（2004年12月15日） - 前田勇一郎
  - season15 第17話「ラストワーク」（2017年3月1日） - 大屋嗣治
- テレビ朝日開局45周年記念特別番組・流転の王妃・最後の皇弟 第二夜（2003年11月30日、テレビ朝日） - 関東軍参謀
- はみだし刑事情熱系 クリスマススペシャル（2003年12月24日、テレビ朝日） - 村上主任
- 19borders（2004年、日本テレビ）
- 徳川綱吉 イヌと呼ばれた男（2004年、フジテレビ） - 阿部正武（阿部豊後守）
- 新・京都迷宮案内（2004年、テレビ朝日） - 飯沢元
- ねじれた絆（2004年、TBS） - 加藤弁護士
- 銭形平次（2004年 - 2005年、テレビ朝日） - 三輪の万七
- 渡る世間は鬼ばかり（2004年 - 2005年、TBS） - 借金取り・田中
- こちら本池上署 第4シリーズ 第2回「銃と自転車」 （2004年10月18日、TBS） - 米倉
- 介護エトワール（2005年、NHK） - 馬場亀之介
- えいごリアン（2005年、NHK） - 品川の父
- 救命病棟24時 第3シリーズ （2005年、フジテレビ） - 磯部武彦
- 鬼嫁日記（2005年、フジテレビ）
- 女の一代記（2005年、フジテレビ） - キャバレーの支配人
- 菊次郎とさき（2005年、テレビ朝日） - 牧野久美子の父
- 新・京都迷宮案内（2005年、テレビ朝日） - 堀内記者
- 繋がれた明日（2006年、NHK） - 黛作次郎
- 地獄少女（2006年、日本テレビ） - 大滝警部
- ブスの瞳に恋してる（2006年4月11日 - 6月27日、フジテレビ） - 太田義男
- トップキャスター 第9話「突然のクビ宣告!」（2006年6月12日、フジテレビ） - 山田正夫
- 太閤記〜天下を獲った男・秀吉（2006年、テレビ朝日） - 浅野長勝
- ギャルサー 第7話「夢を諦めるな！カウボーイ暴走渋谷で拳銃乱射」（2006年5月27日、日本テレビ） - 一ノ瀬倫太郎
- ガチバカ!（2006年、TBS） - 金森政明
- ハゲタカ（2007年、NHK総合） - 三島健一
- ドリーム☆アゲイン（2007年、日本テレビ） - 前田健造
- よろずや平四郎活人剣（2007年、テレビ東京） - 粟野屋角左衛門
- のぞき屋（2007年、テレビ東京） - 聴
- 警視庁捜査ファイル さくら署の女たち 第4話「女検事を殺した蘭! / 花粉のワナ」（2007年8月1日、テレビ朝日） - 加藤木忠
- エラいところに嫁いでしまった!（2007年、テレビ朝日）
- 王様の心臓〜リア王より〜（2007年、日本テレビ） - 演出家
- 拝啓、父上様（2007年、フジテレビ） - 中込組合長
- 斉藤さん（2008年、日本テレビ） - 阿久津高校副校長
- 6時間後に君は死ぬ（2008年、WOWOW） - 松田大吾
- ハチワンダイバー（2008年、フジテレビ） - 月島文郎
- 青春カムバック!?メタボリック☆ばんど!（2008年、テレビ東京） - 鈴木一義
- 未来世紀シェイクスピア（2008年、フジテレビ） - 鼠田
- 夢をかなえるゾウ(男の成功篇)（2008年、日本テレビ） - 鈴木社長
- ザ・クイズショウ（2008年、日本テレビ） - 内田紀夫
- ありふれた奇跡（2009年、フジテレビ） - 松木勇
- 任侠ヘルパー（2009年、フジテレビ） - 鎌田公造
- 戦力外通告（2009年、WOWOW） - 北林健吾
- 刑事一代 平塚八兵衛の昭和事件史（2009年、テレビ朝日） - 田井新助
- クラシックミステリー 名曲探偵アマデウス（2009年、NHK） - 山川こうじ
- 12時間ワイド時代劇 寧々〜おんな太閤記（2009年、テレビ東京） - 浅野長勝
- 湯けむりスナイパー（2009年、テレビ東京） - 元刑事・高山
- 経済ドキュメンタリードラマ ルビコンの決断（2009年、テレビ東京） - 加藤木隆
- 気骨の判決（2009年8月16日、NHK総合） - 兼吉征司
- オトコマエ!2（NHK総合） - 田所浅之介
  - 第2回「千両小町」（2009年9月12日）
  - 第3回「おかげさま」（2009年9月19日）
- 鉄の骨（2010年、NHK） - 榊原保
- 特上カバチ!! 第3話「パワハラ経営者に勝つ方法」（2010年1月31日、TBS） - 武藤淳
- 天装戦隊ゴセイジャー 第7話「大地を護れ!」（2010年3月28日、テレビ朝日） - 丈太郎
- チーム・バチスタ2 ジェネラル・ルージュの凱旋 第3話「人格変貌」（2010年4月20日、関西テレビ・フジテレビ） - 塚田康史
- 新・警視庁捜査一課9係 season2 第9話「二つの血痕」（2010年8月25日、テレビ朝日） - 山村清志
- 黄金の豚-会計検査庁 特別調査課- 第2話「警察ヤミ宴会に喝!」（2010年10月27日、日本テレビ） - 堺刑事
- デカワンコ（2011年、日本テレビ）
- 犬を飼うということ〜スカイと我が家の180日〜（2011年、テレビ朝日） - 海老原孝造
- 京都地検の女 第7シリーズ 最終話「さよなら鶴丸検事！VS完全黙秘の女！夜の鴨川殺人の裏の裏…」（2011年9月15日、テレビ朝日） - 平林征志郎
- 愛・命 〜新宿歌舞伎町駆け込み寺〜（2011年、テレビ朝日）
- 走馬灯株式会社（2012年、TBS） - 沖島昭造
- 早海さんと呼ばれる日（2012年、フジテレビ） - 石田源造
- 刑事魂（2012年、テレビ朝日） - 服部雅道
- 宮部みゆきミステリー パーフェクト・ブルー（2012年、TBS） - 藤永環
- 名古屋行き最終列車（2012年12月18日、テレビ朝日）
- 火怨・北の英雄 アテルイ伝（2013年、NHK） - 乙代
- 白衣のなみだ（2013年、フジテレビ） - 菊池和男
- 孤独のグルメ Season3 第3話（2013年7月24日、テレビ東京） - かどや・お父さん 役
- 世にも奇妙な物語 '13春の特別編「石油が出た」（2013年5月11日、フジテレビ）-村長
- SUMMER NUDE（2013年7月8日 - 9月16日、フジテレビ） - 谷山和泉
- 小暮写眞館 第3回「縁側の涙」（2013年4月14日、NHK BSプレミアム / 2015年8月13日、NHK総合） - 河合富士郎
- 事件救命医〜IMATの奇跡〜（2013年10月6日、テレビ朝日） - 寺田貴之
- ほっとけない魔女たち（2014年9月1日 - 10月31日、フジテレビ） - 桑原義男
- 白銀ジャック（2014年8月2日、テレビ朝日） - 松宮忠明
- 雲霧仁左衛門2（2015年） - 富の市[6]
  - 雲霧仁左衛門3（2017年）
- 全力離婚相談（2015年1月6日 - 2月17日、NHK総合） - 三ツ矢剛三
- まんまこと〜麻之助裁定帳〜 第7回「せなかあわせ」（2015年9月3日、NHK総合） - 古道具屋
- 刑事バレリーノ（2016年1月9日、日本テレビ） - 布来唐人
- ワカコ酒Season2 第6話（2016年2月12日、BSジャパン） - 屋台の親父
- 世界一難しい恋（2016年4月 - 6月、日本テレビ） - 柴山雄三郎
- 家売るオンナ 第4話（2016年8月3日、日本テレビ） - 富田清太郎
- 世にも奇妙な物語 '16秋の特別編「貼られる!」（2016年10月8日、フジテレビ） - 半田辰夫 [11]
- 遺産相続弁護士 柿崎真一 Last Request 8「遺言書」（2016年9月1日、読売テレビ・日本テレビ） - 藤堂宗次
- ドクター調査班〜医療事故の闇を暴け〜 第5話「完全犯罪…狙われた患者3人!? 消えた抗癌剤トリック」（2016年5月20日、テレビ東京） - 大島哲也
- 侠飯〜おとこめし〜 第8話「ミルフィーユ風 侠の極旨ハムカツ」（2016年9月9日、テレビ東京） - 山盛哲司
- まかない荘（2016年4月 - 6月、名古屋テレビ） - 栃原峰男
  - まかない荘2（2017年10月 - 12月）
- ボクのお年玉はどこ?（2017年1月3日、メ〜テレ）
- ボク、運命の人です。 第8話（2017年6月3日、日本テレビ） - 中澤会長
- ハロー張りネズミ 第1話「代理娘」（2017年7月14日、TBS） - 佐伯園長
- 伝七捕物帳 第2シーズン 第6話（2017年9月8日、NHK BSプレミアム） - 長次郎
- 刑事ゆがみ 第9話（2017年12月7日、フジテレビ） - 薮田恒男
- Home Sweet Tokyo（2017年12月3日 - 24日、NHK） - 松山恒夫
- アイドル×戦士ミラクルちゅーんず! 第38話（2017年12月17日、テレビ東京） - 遠井大吉
- 読売テレビ開局60年記念スペシャルドラマ・天才を育てた女房（2018年2月23日、読売テレビ） - 小山玄松
- やけに弁の立つ弁護士が学校でほえる 第2回「学校へのクレーム・教師のブラック労働」（2018年4月28日、NHK総合） - 長沼正夫[12]
- インベスターZ（2018年7月13日 - 9月28日、テレビ東京） - ゼン
- ぬけまいる 第7話・最終話（2018年12月15日・22日、NHK総合） - 黒松の権蔵[13]
  - 第7話「伊勢の約束 女の秘密」（2018年12月15日）
  - 最終話「旅の終わりは 女の始まり」（2018年12月22日）
- ドロ刑 -警視庁捜査三課- 最終話「相棒を撃て!! 響け悲劇の銃声!!」（2018年12月15日、日本テレビ） - 龍崎一郎[14]
- よつば銀行 原島浩美がモノ申す!〜この女に賭けろ〜（テレビ東京） - 清田一穂[15]
  - 第7話「最終決戦! 全員的!? 仲間の裏切り…大逆転シナリオ」（2019年3月4日）
  - 最終話「戦え! 奇跡を呼ぶ女 全国432支店の決意! 副頭取の暴走止めろ」（2019年3月11日）
- 科捜研の女 Season 19 第10話「マリコ寿司を握る」（2019年7月18日、テレビ朝日） - 若杉登
- ドクターY〜外科医・加地秀樹〜（2019年10月6日、テレビ朝日） - 高橋権蔵
- 仮面ライダーゼロワン 第3話「ソノ男、寿司職人」（2019年9月15日、テレビ朝日） - 魚住範雄
- 盤上の向日葵 第2回「鬼殺しの弟子」（2019年9月15日、NHK BSプレミアム） - 兼埼元治
- 黄色い煉瓦〜フランク・ロイド・ライトを騙した男〜（2019年11月27日、NHK BSプレミアム / 2020年3月13日、NHK総合） - 職人・哲さん
- 美食探偵 明智五郎 第2話「愛してる……だから殺す。女ってそういうものでしょ?」（2020年4月19日、日本テレビ） - 古川茜の祖父
- 歴史迷宮からの脱出〜リアル脱出ゲーム×テレビ東京〜 第2話（2020年10月9日、テレビ東京） - 葛飾北斎
- ワンモア（2021年4月6日 - 5月18日、メ〜テレ） - 片山昭三[16]
- ネメシス 第5話（2021年5月9日、日本テレビ） - 天久潮
- まったり!赤胴鈴之助 第10話（2022年3月12日、テレビ大阪） - ナキリ（百鬼）
- 悪女（わる）〜働くのがカッコ悪いなんて誰が言った?〜 第5話（2022年5月11日、日本テレビ）- マル
- 石子と羽男-そんなコトで訴えます?- 第5話（2022年8月12日、TBS） - 川越浩介
- 藤子・F・不二雄 SF短編ドラマ『メフィスト惨歌』（2023年4月9日、BSプレミアム・BS4K） - ラーメン屋
- ラストマン-全盲の捜査官- 第9話・最終話（2023年6月18日・6月25日、TBS） - 池上隼人[17]
- みなと商事コインランドリー Season2 第2話（2023年7月13日、テレビ東京） - 湊晃の祖父
- シッコウ!!〜犬と私と執行官〜 第4話（2023年8月1日、テレビ朝日） - 大原泰[18]
- おっさんのパンツがなんだっていいじゃないか! 第5話 - 最終話（2024年2月3日 - 3月16日、東海テレビ・フジテレビ） - 古池正則
- 向かいのアイツ（2024年4月3日 - 6月19日、BS松竹東急） - 正木雪也[19]
- 奪われた僕たち（2024年4月12日 - 5月17日、毎日放送） - 堺照夫[20]
- 神様のサイコロ（2024年10月9日 - 11月27日、BS日テレ） - 教授[21]
- 晩餐ブルース 第6話・第8話・第10話（2025年2月27日・3月13日・27日、テレビ東京） - 亀井
- Dr.アシュラ 第7話（2025年5月28日、フジテレビ） - 橋本悟[22]

### 映画
- 乱（1985年6月1日）
- 夢みるように眠りたい（1986年）
- 二十世紀少年読本（1989年11月23日） - 象使いのヤッさん
- 昭和鉄風伝 日本海（1991年2月1日） - 竹花茂男（開発本部長）
- アンボンで何が裁かれたか（1991年4月5日、オーストラリア）
- あの夏、いちばん静かな海。 （1991年10月19日） - 体操をしている男
- ゴジラシリーズ
  - ゴジラvsキングギドラ（1991年12月14日） - ラゴス島日本軍軍曹[2]
  - ゴジラvsモスラ（1992年12月12日） - 戦車隊長[2]
  - ゴジラ×メカゴジラ（2002年12月14日） - 特自の幹部[2]
  - シン・ゴジラ（2016年7月29日） - 郡山肇（内閣危機管理監）[23][2]
- ミンボーの女（1992年5月16日） - 明智
- 愛について、東京（1993年2月19日） - 経理課長
- まあだだよ（1993年4月17日） - 古谷
- 大病人（1993年5月29日） - 助監督
- ソナチネ（1993年6月5日） - 上地
- 難波金融伝・ミナミの帝王（1993年6月26日） - 源内大三郎
- 武闘の帝王（1993年9月20日） - 加賀の部下
- 虹の橋（1993年10月9日）- 牛
- 中指姫 俺たちゃどうなる?（1993年11月13日） - 上官
- 武闘派仁義 全面抗争篇（1993年12月27日） - 鎌田組組長 鎌田新作
- 怖がる人々（1994年4月23日） - 猫
- 大坂極道戦争 しのいだれ（1994年6月13日） - 衣笠征勝
- 極道の門 実録・大阪頂上戦争（1994年10月15日） - 大田黒豊春
- 極つぶし（1994年10月15日）
- 夜がまた来る（1994年10月22日）
- 愛の新世界（1994年12月17日） - 中年の男
- ゼイラム2（1994年12月17日） - 田口、冒頭の兵士の声
- ガメラシリーズ
  - ガメラ 大怪獣空中決戦（1995年3月11日） - 富士裾野の中隊長
  - 小さき勇者たち〜ガメラ〜（2006年4月29日）
- 静かな生活（1995年9月23日） - 筋肉質の男
- 紅〜BENI〜（1995年11月30日） - 金田
- チンピラぶるーす ど・アホ!（1996年1月27日） - 刑事課長
- 眠る男（1996年2月3日） - 大吾
- 陽炎2（1996年2月10日） - 広瀬
- Morocco 横浜愚連隊物語2（1996年5月4日） - 滝島正之助
- 路上（1996年5月18日） - 大ガード下の住人
- スワロウテイル（1996年9月14日） - 葛飾
- 33 1/3 r.p.m.（1996年9月21日） - オカマバーのママ
- 弾丸ランナー（1996年11月9日）
- 嗚呼!!花の応援団（1996年1月9日） - 剛田
- 陽炎3（1997年3月29日） - 山崎
- 誘拐（1997年6月7日） - 刑事
- マルタイの女（1997年9月27日） - 映画の中の刑事
- 借王<シャッキング>1（1997年10月11日） - 不動産会社社長
- 現代仁侠伝（1997年11月8日） - 花村秀勝
- HANA-BI（1998年1月24日） - スクラップ屋の親父
- SADA〜戯作・阿部定の生涯（1998年4月11日） - 年配の刑事
- 絆-きずな-（1998年6月6日） - 押田刑事
- 英二（1999年5月1日） - 生駒
- 日本黒社会 LEY LINES（1999年5月22日） - 近藤
- KARAOKE -人生紙一重-（1999年6月12日） - 渚の担任教師
- いちげんさん（2000年1月29日） - 銭湯の男
- 極道三国志5 山陽道10年戦争（2000年5月19日） - 鷹見恒夫
- 親分はイエス様（2001年9月1日） - 玉城繁
- 銀の男 六本木伝説（2002年1月19日） - 矢那
- 富江 最終章 -禁断の果実-（2002年6月29日） - 鈴木
- 異形ノ恋（2002年8月24日）
- 青の炎（2003年3月15日） - 小中先生
- 木更津キャッツアイ 日本シリーズ（2003年11月1日） - 30年後のマスター
- 東京原発（2003年3月13日） - 渋谷
- 犬と歩けば チロリとタムラ（2004年5月1日） - 飲み屋のマスター
- 梁山泊 ファミリー（2004年5月12日）
- HERO? 天使に逢えば…（2004年6月12日）
- 草の乱（2004年9月4日） - 柴岡熊吉
- いずれの森か青き海（2004年9月11日） - 酒屋の山さん
- 猿飛佐助 闇の軍団（2004年10月23日）
- 電脳刑事まつり「デカ節」（2005年4月2日）
- メールで届いた物語「やさしくなれたら…」（2005年5月7日）
- タッチ（2005年9月10日） - ボクシング部監督
- 日曜日は終わらない（2005年10月22日）
- TAKESHI'S（2005年11月5日） - 局の衣装部、ラーメン屋の親父、売れない役者
- 県庁の星（2006年2月25日） - 根岸秀作
- テニスの王子様（2006年5月13日） - 河村隆の父
- 嫌われ松子の一生（2006年5月27日） - 汐見刑事
- アオグラ AOGRA（2006年10月28日） - 坂崎熊夫
- 監督・ばんざい!（2007年6月2日） - 能面男
- お姉チャンバラ（2008年4月26日） - 朧
- ビルと動物園（2008年7月19日） - 原田史郎
- 旅立ち〜足寄より〜（2009年1月24日） - 杉浦邦雄
- ララピポ（2009年2月7日）
- インスタント沼（2009年5月23日） - 刑事・隈部
- 幼獣マメシバ（2009年6月13日） - 巻晴男（可蓮の伯父、ドッグパークの園長）
- Girl's Life（2009年12月5日）
- RAILWAYS 49歳で電車の運転士になった男の物語（2010年5月29日） - 高橋晴男
- END CALL（2010年10月16日）
- 冷たい熱帯魚（2011年1月29日） - 筒井高康
- ヒミズ（2012年1月14日） - 夜野正造[24]
- 幸運の壺 Good Fortune（2011年2月25日）
- バカリズム THE MOVIE（2012年5月26日） - 堀田紀夫
- グラッフリーター刀牙（2012年7月14日） - 花田
- ばななとグローブとジンベイザメ（2013年2月2日）
- 地獄でなぜ悪い（2013年9月28日） - 木村刑事
- 土竜の唄 潜入捜査官REIJI（2014年2月15日） - 備前幸一郎
- 偉大なる、しゅららぼん（2014年3月8日）
- THE NEXT GENERATION -パトレイバー-シリーズ（2014年4月15日） - 海道誠一郎
- 蜩ノ記（2014年10月4日） - 庄屋
- 神さまの言うとおり（2014年11月15日） - シャケ（声の出演）
- CONFLICT 〜最大の抗争〜（2016年） - 警視庁組織犯罪対策部 部長 笠原五郎
- Darc/ダーク（英語版）（2018年5月1） - 影山銀蔵
- 終わった人（2018年6月9日） - 川上喜太郎[25]
- 志乃ちゃんは自分の名前が言えない（2018年7月14日）
- 泣き虫しょったんの奇跡（2018年9月7日） - 安田師匠[26]
- 一粒の麦 荻野吟子の生涯（2019年） - 小使いさん
- 楽園（2019年10月18日）
- 星屑の町（2020年2月21日東北4県先行上映、3月6日全国公開） - 込山晃
- 望み（2020年10月9日）
- 燃えよデブゴン TOKYO MISSION（2021年1月1日、香港） - 東野太郎
- ある用務員（2021年1月29日） - 源さん[27]
- MIRRORLIAR FILMS Season1「Petto」（2021年9月17日、イオンエンターテイメント）
- プリズナーズ・オブ・ゴーストランド Prisoners of the Ghostland（2021年10月8日予定、アメリカ）
- プリテンダーズ（2021年10月16日） - 文也
- エッシャー通りの赤いポスト（2021年12月25日） - 山室一郎
- Pure Japanese（2022年1月28日、監督：松永大司）- 隆三[28]
- 茶飲友達（2023年2月4日） - 時岡茂雄[29]
- ベイビーわるきゅーれ 2ベイビー（2023年3月24日）[30] - 松本さん
- 釜石ラーメン物語（2023年7月8日）[31]
- 風よ あらしよ 劇場版（2024年2月9日） - 福太郎[32]
- 水平線（2024年3月1日）[33]
- THIS MAN（2024年6月7日）[34][35]
- 掟（2024年8月30日）[36]
- ぴっぱらん!!（2024年11月1日） - 大河内晋三[37]
- 雪の花 -ともに在りて-（2025年1月24日）[38]
- みんな笑え（2025年2月8日）[39]
- 光る川（2025年3月22日） - 松[40][41]
- 映画 おっさんのパンツがなんだっていいじゃないか!（2025年7月4日）[42]
- 僕の中に咲く花火（2025年8月30日公開予定）[43]
- やがて海になる（2025年10月24日公開予定）[44][45]

### Vシネマ
- タフ TUFF 誕生篇（1990年）
- 極道ステーキⅡ（1992年）
- (暴)株式会社1・2・3（1993年 - 1994年）- 塚田組組長 塚田達吉
- 雀豪列伝 海に眠る月（1994年）
- OL博徒 緋牡丹のお龍1・2（1994年）
- ブラックマネー（1994年）
- コンプレックス・ブルー（1994年）
- 用心坊 極道狩り（1994年、東映ビデオ）
- 極道の門 流血の盃（1995年）
- 極道の門 最後の首領（ドン）（1995年）
- 喧嘩ラーメン（1996年） - 鉄五郎
- 82分署 Rebirth（1996年）
- 本気!5 死闘篇（1996年）
- XX（ダブルエックス） 美しき機能（キリングマシーン）（1996年）
- リップスッティック 堕ちていく女（1996年）
- 仁義7 代理戦争勃発（1996年）
- Zero WOMAN 名前のない女（1996年）- タドコロ
- 鉄砲玉、散る〜ゲスは殺ったれ!〜（1997年）
- キタの帝王 闇の咆哮（1997年） - 刑事 ※友情出演
- 疵血の黙示録1・2（1998年）
- 平成残侠伝 獅子が哭く!（1998年）ｰ 蘇我
- 極道一匹狼（1998年）
- ザ・ハングマン MISSION-2000（1999年）
- 仁義23 ボディーガード（2000年）
- 女形気三郎1・2（2001年）
- 実録・竹中正久の生涯 荒らぶる獅子 外伝（2004年） - 岡山検察庁検事 高田
- 武闘派極道史 竹中組〜組長邸襲撃事件〜（2005年） - 正和会副会長 カモ組組長
- ビジネスマン必勝講座 ヤクザに学ぶ指導力（2007年）第一話「ヤクザに学ぶ自己管理術」 - T組長
- 裏社会の男たち（2015年） - 警視庁 警部 浜田
- 欲望の代償1・2（2016年） - 三代目関東侠仁会会長 戸越玄一
- 極道天下布武 第五章（2018年） - 室八連合会特別顧問 三与木一家総長 三与木長慶
- 極道十勇士 第二章（2018年） - 森工業社長 森武治
- CONFLICT 〜最大の抗争〜7・8（2019年） - 警視庁 警視総監 笠原吾郎
- 日本統一35（2019年） - 丸神会極山会みちのく一家総長 春日巳代松（先代極山会舎弟）

### 舞台
- 燃えよ剣（2004年）- 井上源三郎
- うそつき弥次郎（2007年）
- パッチギ!（2009年） - アボジ
- ミュージカル「おもひでぽろぽろ」（2011年 - 2012年）- タエ子の父
- 姉妹たちの庭で〜モーニングス・アット・セブン〜（2011年6月24日 - 7月10日、シアタークリエ）
- 渡辺哲ひとり舞台 校長失格（2011年9月）[3]
- かもめ（2016年） - シャムラーエフ [46]
- カクエイはかく語りき（2018年6月23日 - 24日、セントレアホール / 6月27日 - 7月1日、下北沢ザ・スズナリ） - 田中角栄[47]
- レインマン（2018年、東京/静岡/福岡/大阪/宮城/名古屋） - ウォルター・ブルーナー
- 忘れてもらえないの歌（2019年10月15日 - 30日、TBS赤坂ACTシアター / 11月4日 - 10日、オリックス劇場） - 鉄山
- お目出たい人（2024年3月26日 - 31日〈予定〉、下北沢ザ・スズナリ）[48]

### Webドラマ
- グラウエンの鳥籠（1999年）
- 火花（2016年春配信開始、Netflix）[49] - ロクさん
- 日本をゆっくり走ってみたよ 〜あの娘のために日本一周〜（2017年10月20日 - 2018年1月12日、Amazon Prime Video） - スタンド店員
- 家族になれたら（2017年12月6日 - 2018年1月6日、Twitter） - 持田厳 [50]

### テレビアニメ
- こちら葛飾区亀有公園前派出所（1996年 - 2004年） - 両津銀次[51]
- 世界の闇図鑑（2017年）

### 劇場アニメ
- もののけ姫（1997年） - 山犬
- 猫の恩返し（2002年） - ムタ/ ルナルド・ムーン

### 吹き替え
- フルメタル・ジャケット

### 連載
- 哲、この部屋（デイリースポーツ。タイトルはテレビドラマ「トリック」で放送された『徹子の部屋』のパロディから）

### バラエティ
- 笑っていいとも!（フジテレビ）
- 秘密のケンミンSHOW（日本テレビ） - 愛知県代表
- ぶらり途中下車の旅（日本テレビ）
- わかるテレビ（フジテレビ）
- チュー'sDAYコミックス 侍チュート!（TBS）
- ウチくる!?（フジテレビ）
- ホメられてノビるくん（2010年、フジテレビ） - レギュラー
- 戦国鍋TV 〜なんとなく歴史が学べる映像〜 戦国武将がよく来るキャバクラ 第20回（テレビ神奈川） - 毛利元就
- ウルトラゾーン（2012年、テレビ神奈川） - 世捨て人
- くりぃむクイズ ミラクル9（テレビ朝日）
- 出川哲朗の充電させてもらえませんか?（2017年、テレビ東京） - ロケ地：群馬県草津温泉～長野県　地元で北志賀名物の信州そば店にプライベートで夫人と来ていた際、出川達（ゲスト：ますだおかだ岡田圭右）のロケに遭遇。番組内ではほんの数分だけだが、偶然のゲスト出演と言う形になった。出川の「充電…」の番組のファンだと自身で公言しており、最初の回も録画して視ていると言っていた。この回のロケの際、夫人も出川のファンと公言している。
- ひきだすにほんご Activate Your Japanese!（2022年 NHKワールドTV）スキット・佐々木権三

### CM
- 愛知県警察（2002年）
- SONY「サイバーショット」（2007年）
- 東京ガス（2007年）
- 明治安田生命保険『安心サービス活動篇』（2008年11月 - ）
- 日本経済新聞（2011年）
- ボス レインボーマウンテンブレンド『医師編』（2012年）
- アース製薬「バスロマン」（2014年10月 - ） - 生田斗真と共演
- 宝くじ（2015年8月 - ）[52]
- ダイハツ・ウェイク（2015年12月 - ）
- ドラゴンクエストX 5000年の旅路 遥かなる故郷へ オンライン（2017年11月 - ）[53]
- クボタ 企業CM（2022年3月 - ） - 菜葉菜と共演[54]
- 餃子の王将（2025年3月 - ）佐々木蔵之介、藤野涼子と共演

### プロレス
- マッスルマニア2019 in 両国 俺たちのセカンドキャリア (2019年2月16日)